# معماری منبع‌باز
معماری منبع‌باز یک پارادایم در حال ظهور است که از رویه‌های جدید در تخیل و شکل‌گیری فضاهای مجازی و واقعی در یک زیرساخت جهانی حمایت می‌کند. برگرفته از منابع متنوعی مانند فرهنگ منبع‌باز، طراحی مدولار، معماری آوانگارد، علمی تخیلی، نظریهٔ زبان و جراحی مغز و اعصاب، رویکردی فراگیر را مطابق با طراحی فضایی به سمت استفاده مشترک از ابزارهای طراحی و طراحی توسط متخصصان و کاربران شهروند عادی اتخاذ می‌کند. اصطلاح «طراحی شهروند محور» مفهوم معماری منبع‌باز را مهار می‌کند، که به خودی خود شامل معماری غیرساختمانی شبکه‌های کامپیوتری می‌شود و فراتر از آن به سوی جنبشی می‌رود که حرفه‌های طراحی ساختمان را به عنوان یک کل در بر می‌گیرد.
طراحی شهروند محور در سال ۱۹۹۹ از طریق تحقیقات آکادمیک انجام شده در دانشگاه‌های پیشرو مانند دانشگاه تگزاس (SUPA), و همچنین سازمان‌های حرفه‌ای مانند بنیاد Earthnomad و ARK Tectonics پدیدار شد. هدف این جنبش، پل زدن روی شکاف بین طراحی و سیاست عمومی بود و خود را در تقاطع آنها قرار داد. در طول دهه‌های بعدی، این جنبش در سطح جهانی گسترش یافت و ابتکارات مختلفی را دربر گرفت، از تلاش‌های سازمانی گرفته تا مراکز طراحی جامعه که توسط مؤسسات دانشگاهی حمایت می‌شوند. اصول طراحی شهروندمحور، و در نتیجه، معماری منبع‌باز، بر روی مجموعه دانش انباشته شده از تحقیقات و شیوه‌های مشارکت شهروندان پایه‌گذاری شده است که قدمت آن به دهه ۱۹۶۰ در تحقیقات و شیوه‌های مشارکت شهروندان بازمی‌گردد.
در اواخر قرن، تحقیقات و شیوه‌های مشارکت شهروندان از طریق دریچه رویکردها و پارادایم‌های مؤثرتر در علوم اجتماعی و کاربردی، از طریق کار اساسی دکتر شابان- ماورر (۲۰۱۳)، معمار، برنامه‌ریز شهری و نویسنده، دوباره فرموله شدند. از طراحی مشورتی و منبع تعامل عملی «ظهور شهروند پزشک» دکتر شابان ماورر اصول و ضوابط روش «تبادل روایت تجربه زندگی» خود را در زمینه مشارکت در سیاست ذهنی، که در سال تأسیس کرد، بیان کرد. ۲۰۱۳، با کار نوآورانه «نقش‌های شهروند پزشک در مشارکت شهروندان برای معماری، طراحی شهری و خط‌مشی برنامه‌ریزی شهری: رویکردی مبتنی بر جملات» این کار مبنای نظری دقیقی را برای مجموعه‌ای از بهترین مطالعات موردی و بهترین شیوه‌های معماری شهروند محور، طراحی شهری و برنامه‌ریزی شهری، و همچنین، سیاست‌های شهری و عمومی فراهم می‌کند. به گفته دکتر شابان ماورر، روش‌شناسی LENE با ادغام فرآیندهای خود با اصول مشارکت عملی و خط‌مشی ذهنی در زمینه جدیدی از تحقیق منجر به شیوه‌های طراحی معنی دار و مؤثر می‌شود؛ «تعهد سیاست آگاهانه». (Schaban-Maurer, 2013: 11)
از زمان پیدایش، جنبش «طراحی شهروند محور» نفوذ خود را فراتر از معماری گسترش داده است و متخصصان و دانشگاهیان از رشته‌های مختلف را در همکاری‌های میان‌رشته‌ای، انتشارات، همایش‌ها و نمایشگاه‌های بین‌المللی درگیر کرده است. در طول دهه گذشته، معماری منبع‌باز، مشارکت سیاست آگاهانه، و طراحی شهروند محور، زیرمجموعه‌های کوچکتری را با نام‌های مختلف، از جمله «طراحی تأثیر اجتماعی»، «طراحی منافع عمومی» و «شبکه معماری باز» به وجود آورده است. شاغلان در این زمینه‌ها، عمل طراحی را با خدمات اجتماعی ادغام می‌کنند تا نیازهای ضروری جامعه را برطرف کنند. این تلاش‌ها، که از دهه‌ها پیش آغاز شده‌اند، با حساسیت‌های جدید و تعهد مستمر معماران، طراحان شهری، برنامه‌ریزان، سیاست‌گذاران و سایر ذینفعان به پیش می‌روند. هدف‌گذاری آنها بر مشارکت و استفاده از دانش شهروندان عادی در طراحی، توسعه و اجرای سیاست‌ها و پروژه‌های شهری است که به‌طور مستقیم بر جوامعی که همه ما در آن زندگی و کار می‌کنیم، تأثیر می‌گذارد.
آشپزی اغلب به عنوان شکل اولیه منبع‌باز مورد استقبال قرار می‌گیرد. معماری بومی – تولید دستورالعمل برای ساختمان‌های روزمره – شکل دیگری از فرهنگ منبع‌باز لو-فای اولیه است که آشکارا فناوری‌ها را برای ساخت و ساز به اشتراک گذاشته و بهینه می‌کند.